# Вюльян
Вюльян (фр. Vulliens) — громада  в Швейцарії в кантоні Во, округ Бруа-Вюлі.

## Географія
Громада розташована на відстані близько 65 км на південний захід від Берна, 16 км на північний схід від Лозанни.
Вюльян має площу 6,6 км², з яких на 5,4% дозволяється будівництво (житлове та будівництво доріг), 66,8% використовуються в сільськогосподарських цілях, 26,6% зайнято лісами, 1,2% не є продуктивними (річки, льодовики або гори).

## Демографія
2019 року в громаді мешкало 614 осіб (+43,5% порівняно з 2010 роком), іноземців було 10,7%. Густота населення становила 93 осіб/км².
За віковим діапазоном населення розподілялося таким чином: 24,4% — особи молодші 20 років, 63% — особи у віці 20—64 років, 12,5% — особи у віці 65 років та старші. Було 244 помешкань (у середньому 2,5 особи в помешканні).
Із загальної кількості 92 працюючих 40 було зайнятих в первинному секторі, 10 — в обробній промисловості, 42 — в галузі послуг.